# Ammo Col
Der Ammo Col ist ein kleiner Bergsattel auf der Adelaide-Insel vor der Westküste der Antarktischen Halbinsel. Er verbindet den mittleren mit dem südöstlichen Abschnitt des Reptile Ridge auf der Wright-Halbinsel.
Luftaufnahmen entstanden zwischen 1956 und 1957 bei der Falkland Islands and Dependencies Aerial Survey Expedition. Wissenschaftler des British Antarctic Survey auf der Rothera-Station benannten den Sattel so, weil sie hier Munition (englisch ammunition, umgangssprachlich ammo) lagerten. Das UK Antarctic Place-Names Committee akzeptierte diese Benennung im Jahr 2004.